# Der Mann mit dem Glasauge
Der Mann mit dem Glasauge ist ein Kriminalfilm aus dem Jahr 1969. Die Produktion aus der Reihe der deutschen Edgar-Wallace-Filme entstand unter der Regie von Alfred Vohrer. In den Hauptrollen sind Horst Tappert und Karin Hübner zu sehen.

## Handlung
Die Tänzerin Leila, Mitglied der Londoner „Las Vegas Girls“, trifft in einem Hotel ihren Geliebten Mr. Jefferson, der ihr einen neuen Vertrag anbietet. Da wird Jefferson vor Leilas Augen von einem maskierten Messerwerfer getötet. Entsetzt verlässt das Mädchen das Hotel. Inspektor Perkins und Sir Arthur von Scotland Yard finden im Pyjama des Ermordeten ein Glasauge. Der Hotelportier weiß zu berichten, dass kurz vor der Tat an der Rezeption einige Billardqueues für Jefferson abgegeben wurden. Perkins und sein Assistent Sergeant Pepper stellen bald fest, dass Jefferson ein international aktiver Mädchenhändler war. Kurz vor ihrer nächsten Probe im Odeon-Theater fällt die Zeugin Leila einem grausamen Giftmord zum Opfer. Hinter den Kulissen der Bühne stoßen die Ermittler auf zahlreiche verdächtige Personen wie den neugierigen Bauchredner Eric und den Messerwerfer Rubiro, dem eines seiner Messer fehlt. Unterdessen taucht im Theater der in die Tänzerin Yvonne Duval verliebte Bruce Sharringham auf. Dessen Mutter, Lady Sharringham, ist strikt gegen die Heirat ihres Sohnes mit einem Tanzgirl. Bruce, der seiner Mutter absolut hörig ist, beteuert zwar, inzwischen ein freies Leben zu führen, aber Yvonne kann den Versprechungen des mittlerweile heroinabhängigen Lords wenig Glauben schenken.
Sergeant Pepper muss Inspektor Perkins mitteilen, dass Leilas Pensionszimmer längst von einem Unbekannten leergeräumt wurde. Man fand dort lediglich die Eintrittskarte zu einem Billardclub in Soho, dem Pepper am Abend einen Besuch abstattet. Er stellt dort einen regen und sonderbaren Tausch von Billardqueues fest. Er selbst wird von einem gewissen Bob und seinem Boss, einem Mann mit einem Glasauge, beobachtet. Nach ihrem Auftritt werden die beiden Las-Vegas-Girls Linda und Leslie in die Villa eines Mr. Donovan gebracht. Doch der Mann, der die Mädchen festhält und ihnen einen neuen Vertrag anbietet, wird tödlich von einem Messer getroffen. Die beiden Tänzerinnen wollen einen maskierten Mann mit einem Glasauge als Täter gesehen haben. Um sie zu schützen, werden sie von Perkins und Pepper in Gewahrsam genommen. Im Odeon-Theater belauscht der Bauchredner Eric ein Gespräch zwischen Bruce Sharringham und Yvonne Duval. Er erfährt, dass Yvonne eigentlich Nora Wilson heißt und sich längere Zeit in Südamerika aufgehalten hat. Aber als Inspektor Perkins im Theater auftaucht, findet er Eric erwürgt in seiner Garderobe.
Die Scotland-Yard-Beamten haben Mr. Nuthatcher, den Inhaber eines Kuriositätenladens, ausfindig gemacht. In dessen Sortiment befinden sich neben Glasaugen auch Billardqueues, die als Versteck für Heroin dienen. Bei einer Durchsuchung des Billardclubs finden die Beamten allerdings nichts, da der Boss und sein Helfer Bob längst gewarnt wurden. Kurze Zeit später wird auch Nuthatcher mit einem Wurfmesser getötet. In seinem Geschäft finden Parker und Pepper Hinweise auf Mädchenhandel. Der Boss ahnt, dass ihm zur Flucht nur noch wenig Zeit bleibt. Mithilfe des Agenten der Las-Vegas-Girls, Mr. Parker, will er sämtliche Mädchen der Truppe so schnell wie möglich auf dem Schiff „Olaf Ericsen“ nach Caracas verschleppen. Die Ermittlungen beim Yard laufen auf Hochtouren. Um die Spur der Täter zu verfolgen, werden die beiden Tänzerinnen Linda und Leslie mit Sendern ausgestattet und Mr. Parker zugespielt. Bruce kann Yvonne alias Nora im letzten Moment retten, indem er sie den Verbrechern für 1000 Pfund abkauft. Er stellt sie seiner Mutter Lady Sharringham vor. Unter vier Augen und unter ihrem falschen Namen bezichtigt die Tänzerin Lady Sharringham, in die einstige Entführung von Nora Wilson in ein Bordell verwickelt zu sein. Erbost fordert die Lady das in ihren Augen unwürdige Mädchen zum Verlassen des Hauses auf. Gegenüber ihrem Sohn behauptet Lady Sharingham, dass Yvonne gegen die Zahlung von 3000 Pfund auf eine Heirat verzichtet habe.
Nora eilt zu Mr. Parker, um die 1000 Pfund zurückzubekommen. Dieser hält das Mädchen fest, um es im Auftrag von Lady Sharingham mit den anderen Tänzerinnen verschiffen zu lassen. Aber Nora, die bewaffnet ist, kann sich befreien. Im Billardclub haben Inspektor Perkins und Sergeant Pepper eine Geheimtür entdeckt, hinter der sie ein Fernschreiben mit einem Hinweis auf die „Olaf Ericsen“ finden. Auf dem Schiff fällt nun auch der Boss dem maskierten Messerwerfer zum Opfer. Gegenüber Lady Sharingham, die sich ebenfalls an Bord befindet, gibt sich der mysteriöse Mörder zu erkennen. Es ist Nora Wilson, die einst nach Südamerika verschleppt wurde und dort als Zwangsprostituierte arbeiten musste. Nachdem ihr die Flucht gelungen war, ließ sie sich als Yvonne Duval erneut in London nieder, um Rache an ihren Entführern zu nehmen. Noch bevor Parker und Pepper auf dem Schiff eintreffen, wird Nora von der skrupellosen Lady Sharingham getötet. Auch Bruce erfährt jetzt von den Machenschaften seiner Mutter, die umgehend verhaftet wird. Scotland-Yard-Chef Sir Arthur lässt es sich nicht nehmen, die gefangenen Mädchen persönlich zu befreien.

## Entstehungsgeschichte

### Vorgeschichte und Drehbuch
Der Edgar-Wallace-Film Der Gorilla von Soho (1968) hatte sich für viele Zuschauer als große Enttäuschung erwiesen. Dennoch glaubten der Filmproduzent Horst Wendlandt (Rialto Film) und der Kinoverleih Constantin Film weiterhin an eine erfolgreiche Fortsetzung der Reihe. Schon 1967 war der Autor Ladislas Fodor beauftragt worden, zwei Drehbücher im Stil des Erfolgsfilms Der unheimliche Mönch (1965) zu verfassen. Dabei entstand zunächst das Drehbuch Die lachende Leiche, das von Paul Hengge überarbeitet und in Der Unheimliche umbenannt wurde. Dessen Verfilmung kam 1968 mit dem endgültigen Titel Im Banne des Unheimlichen in die Kinos und erwies sich als Publikumserfolg.
Nach dem gleichen Muster wollte man nun auch mit Fodors zweitem Drehbuch Die grausame Puppe verfahren. Hengges Überarbeitung erhielt schließlich den Titel Der Mann mit dem Glasauge. Artur Brauners CCC-Film hatte unter diesem Filmtitel bereits 1963 im Fachblatt Filmecho/Filmwoche einen Bryan-Edgar-Wallace-Film angekündigt. Die Vermutung liegt nahe, dass aus diesem Vorhaben der 1964 fertiggestellte Film Das Phantom von Soho hervorging. Möglicherweise wurde dessen Treatment oder Originaldrehbuch, das ebenfalls aus der Feder von Ladislas Fodor stammt, später an Rialto Film verkauft. Zu diesem damals in der Filmbranche durchaus üblichen Vorgang würde auch die Tatsache passen, dass Das Phantom von Soho und Der Mann mit dem Glasauge mehrere inhaltliche Parallelen aufweisen. Dazu zählen vor allem das Rachemotiv der Prostituierten, der Messerwerfer sowie die Verschleppung mit einem Schiff.

### Besetzung
Bereits in der frühen Planungsphase stand fest, dass Der Mann mit dem Glasauge von Regisseur Alfred Vohrer inszeniert werden sollte. Auch der Schauspieler Horst Tappert, den man seit seinem Einsatz in Der Gorilla von Soho als neuen Inspektor aufbauen wollte, konnte rechtzeitig engagiert werden. Uwe Friedrichsen, der im Vorgänger den Sergeant Pepper spielte, stand aufgrund von Verpflichtungen beim Fernsehen allerdings nicht zur Verfügung. Die Rolle, deren Name man beibehielt, wurde schließlich mit Stefan Behrens besetzt. Für Kontinuität sorgten wiederum Ilse Pagé als Miss Finley sowie Hubert von Meyerinck als Scotland-Yard-Chef Sir Arthur.
Für weitere Rollen wurden in verschiedenen Vorankündigungen zunächst die Darsteller Ann Smyrner, Anita Kupsch, Hans Clarin, Hannelore Auer, Jürgen Draeger, Peter Pasetti und Agnes Windeck genannt. Diese kamen allerdings ebenso wenig zum Einsatz wie Günther Stoll, der für die Rolle des drogenabhängigen Bruce Sharringham vorgesehen war. Letzterer wurde schließlich von Fritz Wepper verkörpert, der in diesem Film erstmals gemeinsam mit Horst Tappert vor der Kamera stand. In separaten Szenen war das spätere Ermittlerduo der 281 Derrick-Folgen bereits 1959 in dem Kurt-Hoffmann-Film Der Engel, der seine Harfe versetzte zu sehen.
Während man für die weibliche Hauptrolle Karin Hübner verpflichten konnte, sah man in den Nebenrollen wieder einige Schauspieler, die zum festen Ensemble der Wallace-Serie gehörten. Dazu zählten insbesondere Tilo von Berlepsch, Jan Hendriks, Kurd Pieritz, Heinz Spitzner und Harry Wüstenhagen. In ihrer erstveröffentlichten Filmrolle sah man hingegen Iris Berben. Zuvor hatte sie lediglich in Rudolf Thomes Film Detektive mitgewirkt, der aber erst später uraufgeführt wurde.

### Produktion
Die Dreharbeiten für den im Breitwandformat 1:1,85 produzierten Farbfilm (Eastmancolor) fanden vom 4. November bis 18. Dezember 1968 in West-Berlin, Hamburg und London statt. Die Atelieraufnahmen drehte man in den Studios der CCC-Film in Berlin-Haselhorst. Weitere Aufnahmen in Berlin entstanden unter anderem auf dem Studiogelände und dessen Umgebung, im Theater des Westens, im Hotel Gehrhus (im Film als Halle des Schlosses Sharringham) sowie in den Hotels Palace und Berlin Hilton in der Budapester Straße. Die Szenen mit dem Schiff filmte man am Hamburger Hafen. Die London-Aufnahmen für den Titelvorspann drehten Kameramann Karl Löb und Regieassistentin Eva Ebner Mitte Dezember 1968 ohne Mitwirkung des Regisseurs. Die Filmbauten stammten von Wilhelm Vorwerg und Walter Kutz. Für die Kostüme war Ina Stein verantwortlich. Herstellungsleiter war Fritz Klotzsch.
Als Tanzszene fügte man Material aus dem Revuefilm Scala – total verrückt (1958) ein. Dessen Vorspann zeigte ebenfalls blinkende Leuchtreklame als Credits.
Die für Der Mann mit dem Glasauge entstandene Einstellung, in der mehrere Mädchen den Saal über den Bühneneingang verlassen, fand auch in der deutschen Fassung des nächsten Edgar-Wallace-Films Das Gesicht im Dunkeln Verwendung.

### Filmmusik
Die Filmmusik stammt aus der Feder von Peter Thomas, der für Der Mann mit dem Glasauge seinen 17. Soundtrack zu einem Edgar-Wallace-Film komponierte. Sein Repertoire reichte hierbei vom rasant akzelerierten Titelthema bis hin zu träumerisch verspielten Instrumentalnummern. Auf der 1992 erschienenen Doppel-CD und der gleichnamigen, im Folgejahr veröffentlichten Einzel-CD Peter Thomas – Film Musik waren die Titelmusik und die Stücke Nora und Sweet Revenge enthalten. Die Titelmusik und Nora erschienen ebenfalls auf der CD The Best of Edgar Wallace aus dem Jahr 2002. Die Titelmusik wurde von Peter Thomas für eine Szene des Films Unser Willi ist der Beste (1971) wiederverwendet.

### Postproduktion
Aus unbekannten Gründen fehlen im Film einige Szenen, die die Verhaftung des Helfers Bob (Harry Riebauer) zeigen. Laut Drehbuch müssten sie sich direkt nach der Durchsuchung der Gangsterzentrale durch Inspektor Perkins (Horst Tappert) und Sir Arthur (Hubert von Meyerinck) befinden. Zusammengefasst wäre darin folgendes zu sehen: Nachdem sich die Geheimtür schließt, befinden sich Perkins und Sir Arthur kurzzeitig in der Gewalt von Bob. Dieser entwendet dem Inspektor eine Waffe, die sich als Scherzpistole aus Nuthatchers Laden erweist. Perkins nutzt Bobs Verblüffung, um ihn mit einem Handkantenschlag außer Gefecht zu setzen. Dann wird Bob von Sir Arthur verhaftet.
Dass diese Szenen gedreht wurden, beweisen ein Aushangfoto und eine kurze Einstellung im Trailer. Da die Laufzeiten von Kinofassung und Wiederveröffentlichungen übereinstimmen, kann man davon ausgehen, dass die Passage schon beim Endschnitt des Films entfernt wurde.

### Synchronisation
Narziss Sokatscheff ist in diesem Film, anders als in Der Mönch mit der Peitsche, nicht mit seiner eigenen Stimme zu hören. Er wurde von Rolf Schult synchronisiert.

## Rezeption

### Veröffentlichungen
Der Film wurde am 5. Februar 1969 von der FSK ab 16 Jahren freigegeben. Am 21. Februar 1969 fand die Uraufführung im Mathäser-Filmpalast in München statt. Constantin Film versprach einen „Krimischocker von höchster Perfektion“. Nach dem enttäuschenden Werk Der Gorilla von Soho konnte Rialto Film damit wieder einen passablen Thriller auf die Leinwand bringen, den während der Erstaufführungszeit rund 1,6 Millionen Zuschauer sahen. Aber die Enttäuschung des Vorgängers wirkte offensichtlich nach. Bei den damals durchgeführten Umfragen des Fachblattes Filmecho/Filmwoche, bei denen die Kinobesucher aktuelle Filme auf einer Skala von 1 (ausgezeichnet) bis 7 (sehr schlecht) bewerteten, schnitt Der Mann mit dem Glasauge mit der Note 3,2 ab. Zum Vergleich: Die ebenfalls 1968/69 veröffentlichten Rialto-Produktionen Der Gorilla von Soho (3,1), Zum Teufel mit der Penne (1,9) und Klassenkeile (2,8).
Nicht zuletzt der enorme Erfolg des von ihm produzierten zweiten Lümmel-Films ließ Horst Wendlandt erkennen, dass er mit dem bisherigen Konzept der Edgar-Wallace-Reihe zunehmend am veränderten Publikumsgeschmack vorbeiproduzierte. Die 68er-Bewegung und die Sexwelle hatten sich inzwischen zur Massenkultur entwickelt. Wendlandt sah sich deshalb veranlasst, mit seinem nächsten Wallace-Film Das Gesicht im Dunkeln einen völlig anderen Weg einzuschlagen und damit eine Ära zu beenden. Für Regisseur Alfred Vohrer, der schließlich mit einem Teil seines Teams zu Luggi Waldleitners Roxy Film wechselte, sollte Der Mann mit dem Glasauge der letzte von insgesamt 14 Edgar-Wallace-Filmen sein. Auch zahlreiche Darsteller nahmen damit Abschied von der Filmreihe.
Der Mann mit dem Glasauge konnte auch im Ausland vermarktet werden und lief dort unter anderem unter den folgenden Titeln:
- Brasilien: O Homem do Olho de Vidro
- Griechenland: O dolofonos me to gyalino mati
- Italien: L'uomo dall'occhio di vetro
- Niederlande: De man met het glazen oog[11]
- Uruguay: El asesino del ojo de vidrio
- Vereinigte Staaten: The Man with the Glass Eye

Im deutschen Fernsehen wurde der Film erstmals am 2. Mai 1985 auf dem Sat.1-Vorgänger PKS ausgestrahlt. Für die Veröffentlichung als Kaufvideo wurde die Altersfreigabe im Jahr 1992 von 16 auf 12 Jahre herabgestuft. 2005 erschien der Film in einer neu abgetasteten Fassung auf DVD.

### Kritiken
„Der Vorspann verkündet zwar: Hier spricht Edgar Wallace. Keine Spur: Wer so mit dem Klassiker der Kriminalgeschichte liebäugelt, nasführt gehörig den Zuschauer. Dass ein Bauchredner erwürgt wird, ist immerhin noch ein komischer Einfall, wenn auch nicht so gemeint. Dass aber am Ende der Messerwerfer nicht der Messerwerfer ist und das Glasauge nicht das Glasauge, nur weil eines der Mädchen aus der Girltruppe zwei Masken trug - na ja!“

„Regisseur Vohrer läßt kein gängiges Klischee aus.“

„Ein echter Wallace-Krimi mit vielen Fragezeichen. Ganz gut gemacht von Alfred Vohrer.“

„Bei fünf Morden blieben fünf Glasaugen zurück; ein Inspektor fragt sich, was das zu bedeuten hat; routiniert. (Wertung: 1 Stern – schwach)“

„Der Film benutzt einige Motive der Wallace-Romane, um sie in die Tradition der spannungslosen deutschen Adaptionen einzureihen. Gleiches hatte man auch schon – erfolglos – bei anderen Filmen versucht. So blieb es nicht aus, daß die Serie mangels innovativer Ideen allmählich ihrem wohlverdienten Ende entgegenging.“

„Serienfilm aus dem deutschen Edgar-Wallace-Kino. Mit einigen Einlagen von krampfiger Heiterkeit.“